# Дивоптах-серподзьоб
Дивоптах-серподзьоб (Drepanornis) — рід горобцеподібних птахів родини дивоптахових (Paradisaeidae). Містить 2 види.

## Поширення
Представники роду поширені в Новій Гвінеї. Мешкають у гірських дощових лісах та вторинних деградованих лісах.

## Опис
Зовні дивоптахи-серподзьоби схожі на нектарок — формою тіла, довгим вигнутим дзьобом та коротким хвостом. Проте вони набагато більші, завдовжки до 35 см. Вони мають чіткий статевий диморфізм — самці мають яскравіше забарвлення грудей, довгі чубчик та карункули на голові і кольорову основу дзьоба.

## Види
- Дивоптах-серподзьоб східний (Drepanornis albertisi)
- Дивоптах-серподзьоб західний (Drepanornis bruijnii)